# Sistema simmetrico
Un sistema di due equazioni con due incognite si dice simmetrico quando, scambiando tra loro le incognite (cioè sostituendo la {\displaystyle x} alla {\displaystyle y} e la {\displaystyle y} alla {\displaystyle x}), le equazioni del sistema non mutano.

## Tipi di sistemi simmetrici
Sono simmetrici i seguenti sistemi:
{\displaystyle \left\{{\begin{matrix}3x+3y=2\\5xy=-6\end{matrix}}\right.\qquad \left\{{\begin{matrix}9x^{2}+9y^{2}=10\\x+y=2/3\end{matrix}}\right.}
Osserviamo che in ogni equazione, ridotta a forma normale, d'un sistema simmetrico accade sempre che se essa contiene, ad esempio, il termine {\displaystyle 3x^{2}} deve contenere anche il termine {\displaystyle 3y^{2}}; se contiene il termine {\displaystyle 6x^{2}y} deve contenere anche il termine {\displaystyle 6xy^{2}} e così via. È evidente poi che se {\displaystyle x=\alpha ,y=\beta } è una soluzione di un sistema simmetrico, anche {\displaystyle x=\beta ,y=\alpha } è soluzione del sistema.
Il più semplice sistema simmetrico, detto elementare o fondamentale, è della forma:
{\displaystyle \left\{{\begin{matrix}x+y=S\\xy=P\end{matrix}}\right.}
essendo {\displaystyle S} e {\displaystyle P} due numeri reali.
Esistono anche sistemi di grado superiore e possono essere ricondotti a questi
{\displaystyle 1)\left\{{\begin{matrix}x^{2}+y^{2}=A\\x+y=S\end{matrix}}\right.}
{\displaystyle 2)\left\{{\begin{matrix}x^{3}+y^{3}=A\\x+y=S\end{matrix}}\right.}
{\displaystyle 3)\left\{{\begin{matrix}x^{2}+y^{2}=A\\xy=P\end{matrix}}\right.}
con {\displaystyle A} appartenente ai numeri reali

## Metodi di risoluzione
Per risolvere il sistema elementare introduciamo la variabile ausiliaria {\displaystyle t} e scriviamo l'equazione {\displaystyle t^{2}-st+p}. Le due soluzioni {\displaystyle t_{1}} e {\displaystyle t_{2}} sono le soluzioni del sistema.
Possiamo utilizzare piccoli accorgimenti attraverso le Formule di Waring per rendere gli altri sistemi uguali a quello elementare.
{\displaystyle 1)\left\{{\begin{matrix}x^{2}+y^{2}=A\\x+y=S\end{matrix}}\right.}
Sapendo che {\displaystyle x^{2}+y^{2}=(x+y)^{2}-2xy}, calcoliamo e sostituiamo ottenendo il seguente sistema:
{\displaystyle \left\{{\begin{matrix}xy=(S^{2}-A)/2\\x+y=S\end{matrix}}\right.}
In cui compaiono solo somma e prodotto per cui si procede nello stesso modo di un sistema elementare.
{\displaystyle 2)\left\{{\begin{matrix}x^{3}+y^{3}=A\\x+y=S\end{matrix}}\right.}
Sapendo che {\displaystyle x^{3}+y^{3}=(x+y)^{3}-3xy(x+y)}, calcoliamo e sostituiamo ottenendo il seguente sistema:
{\displaystyle \left\{{\begin{matrix}xy=(S^{3}-A)/3s\\x+y=S\end{matrix}}\right.}
In cui compaiono solo somma e prodotto per cui si procede nello stesso modo di un sistema elementare.
{\displaystyle 3)\left\{{\begin{matrix}x^{2}+y^{2}=A\\xy=P\end{matrix}}\right.}
Sapendo che {\displaystyle x^{2}+y^{2}=(x+y)^{2}-2xy} otteniamo il sistema
{\displaystyle \left\{{\begin{matrix}xy=P\\(x+y)^{2}=A+2P\end{matrix}}\right.}
Se {\displaystyle a+2p<0} non ci sono soluzioni reali.
Se {\displaystyle a+2p\geq 0} esiste la radice reale.
Le soluzioni saranno date dall'unione di due sistemi elementari:
{\displaystyle \left\{{\begin{matrix}xy=P\\x+y={\sqrt {A+2P}}\end{matrix}}\right.}
e
{\displaystyle \left\{{\begin{matrix}xy=P\\x+y=-{\sqrt {A+2P}}\end{matrix}}\right.}